# Wodoroselenin sodu
Wodoroselenin sodu, NaHSeO
3 – nieorganiczny związek chemiczny z grupy seleninów, wodorosól kwasu selenawego oraz sodu.

## Właściwości
Wodoroselenian sodu jest bezbarwnym ciałem stałym, rozpuszczalnym w wodzie. Ma właściwości higroskopijne. pH jego roztworów wodnych wynosi 5,5.